# Dorcadion lodosi
Dorcadion lodosi là một loài bọ cánh cứng trong họ Cerambycidae.